# Zdislavice
Zdislavice är en köping i Tjeckien.   Den ligger i regionen Mellersta Böhmen, i den centrala delen av landet, 60 km sydost om huvudstaden Prag. Zdislavice ligger 454 meter över havet och antalet invånare är 521.
Terrängen runt Zdislavice är huvudsakligen platt, men söderut är den kuperad. Terrängen runt Zdislavice sluttar norrut.Runt Zdislavice är det ganska glesbefolkat, med 31 invånare per kvadratkilometer. Närmaste större samhälle är Vlašim, 5,9 km väster om Zdislavice. Omgivningarna runt Zdislavice är en mosaik av jordbruksmark och naturlig växtlighet.